# Fingolfin
Fingolfin (4690 Roku Stromů – 455 Prvního věku Slunce) je fiktivní postava ze světa J.R.R. Tolkiena. Je to elf vystupující v knize Silmarillion. Byl druhým synem Finwëho a starší ze dvou Fëanorových nevlastních bratrů. Po útěku Noldor zpět do Středozemě, se stal jejich velekrálem a vládl svému lidu v Hitlumu. Byl zabit Temným pánem Morgothem v boji muže proti muži. Je označován jako nejhrdější a nejstatečnější z elfů.

## Popis
Fingolfin zdědil po svém otci tmavé vlasy. Byl velice hrdý a statečný. Je označován za jednoho z nejlepších bojovníků všech dob.

## Život

### Původ a mládí
Finwë po smrti své první ženy Míriel, se kterou měl syna Fëanora, posmutněl. Znovu ho udělala šťastnou až láska se sličnou Indis, která pocházela z Vanyar. S ní měl syny Fingolfina a Finarfina. Fëanor však příliš nemiloval Indis ani její syny, což později vedlo k roztržce mezi Noldor. Za manželku si Fingolfin vzal Anairë, s níž měl tři syny, Fingona, Turgona, Argona a dceru Aredhel.

### Odchod do Středozemě
Po propuštění Melkora zasel Temný pán mezi Noldorský lid neklid. Fingolfin byl svým nevlastním bratrem Fëanorem obviňován, že se jej snaží předběhnout u jejich otce. Poté, co se Melkor zmocnil Silmarilů, byl Fingolfin činy svého lidu také stržen do Sudby Noldor a ač nerad, musel opustit Aman. V pustině Araman byl Fingolfin zrazen Fëanorem, který se svým lidem odplul na ukradených lodích Teleri a nechal početnější Fingolfinův a Finarfinův lid bez pomoci. Fingolfin poté v čele svého lidu podniknul jedno z nejstatečnějších rozhodnutí a odvážil se přejít do Středozemě přes ledovou úžinu Helcaraxë. Na strastiplné cestě zemřelo mnoho elfů a ti, kteří přežili, poté příliš nemilovali Fëanora, ani jeho syny. Fingolfin dosáhl Středozemě krátce po konci Dagor-nuin-Giliath a se svým lidem se ihned zapojil do války s Morgothem.

### Velekrálem Noldor
Za velekrále Noldor, kteří uprchli z Valinoru, byl Fingolfin zvolen krátce po smrti svého nevlastního bratra Fëanora v roce 1497, když se práva na tento titul vzdal nejstarší z Fëanorových synů Maedhros. Fingolfin se se svým lidem usadil u severního konce jezera Mithrim v chladné zemi Hitlum, kterou bránil proti Morgothovým útokům. V roce 20 P. v. svolal k Ivrninským tůním hostinu Mereth Aderthad, které se zúčastnili mnozí nejpřednější elfové Beleriandu. Roku 60 velel Fingolfin v Dagor Aglareb, kde byl Temný pán na hlavu poražen. Noldor poté sevřeli Morgothovu pevnost Angband tak těsně, že následující období bylo známo jako Obležení Angbandu.

### Souboj s Morgothem
Když však v roce 455 Bitvou náhlého plamene Morgoth znovu udeřil, překvapil své nepřátele a Noldor byli krutě poraženi. Fingolfin, který se mylně domníval, že naděje je ztracena a že Temný pán nadobro zvítězil, vzal svůj meč Ringil, nasednul na svého koně Rochallora a sám se rozjel vstříc Thangorodrim. Žádný skřet se mu neodvážil postavit a tak Fingolfin zabušil na bránu Angbandu a vyzval samotného Temného pána Morgotha na souboj. Morgoth výzvu vyslyšel nerad. V souboji byl Temný pán sedmkrát raněn, nakonec však Fingolfina přemohl a zabil. Z posledních sil vrazil velekrál Noldor do Morgothovi nohy svůj meč a Temný pán od té doby kulhal. Fingolfinovo tělo zachránil před Morgothovým vztekem pán orlů Thorondor, který jej odnesl do Gondolinu, kde byl Fingolfin svým synem Turgonem pohřben.
| Velekrál Noldor    | Velekrál Noldor                 | Velekrál Noldor  |
| ------------------ | ------------------------------- | ---------------- |
| Předchůdce: Fëanor | 1497 R.S. – 455 P. v. Fingolfin | Nástupce: Fingon |